# Montaldo Scarampi
Montaldo Scarampi ist eine Gemeinde in der italienischen Provinz Asti (AT), Region Piemont.

## Lage und Einwohner
Montaldo Scarampi liegt 15 km südlich von der Provinzhauptstadt Asti entfernt. Das Gemeindegebiet umfasst eine Fläche von sechs km² und hat 706 Einwohner (Stand 31. Dezember 2023). Die Nachbargemeinden sind Mombercelli, Montegrosso d’Asti und Rocca d’Arazzo.

## Persönlichkeiten
- Giovanni Battista Rabino (1931–2020), Politiker und Gewerkschaftsfunktionär

## Kulinarische Spezialitäten
In Montaldo Scarampi werden Reben der Sorte Barbera für den Barbera d’Asti, einen Rotwein mit DOCG Status, sowie den Barbera del Monferrato angebaut.